# Castell de Cubelles
El castell de Cubelles, també conegut com el casal dels marquesos d'Alfarràs, és un edifici situat al municipi homònim a la comarca del Garraf, declarat bé cultural d'interès nacional.

## Descripció
Edifici habitat amb una gran torre semicilíndrica adossada. L'estructura actual correspon a la reforma que s'hi feu el 1675, dirigida pel tracista fra Josep de la Concepció.
L'edifici està situat a l'espai d'eixamplament del carrer del Doctor Juncà, on figura una placa. És una construcció de grans dimensions i d'estructura complexa. Té planta rectangular, tres pisos d'alçària, golfes i teulada a quatre vessants. La façana presenta a la part dreta, una porta d'accés allindanada amb carreus de pedra. Damunt la clau hi ha un escut amb la inscripció del 1675 a banda i banda.
La distribució de les obertures, originalment simètrica, és irregular en l'actualitat. Totes les obertures d'aquesta façana són allindanades i resseguides en pedra. A la part posterior, hi ha adossada una torre semicircular.

## Història

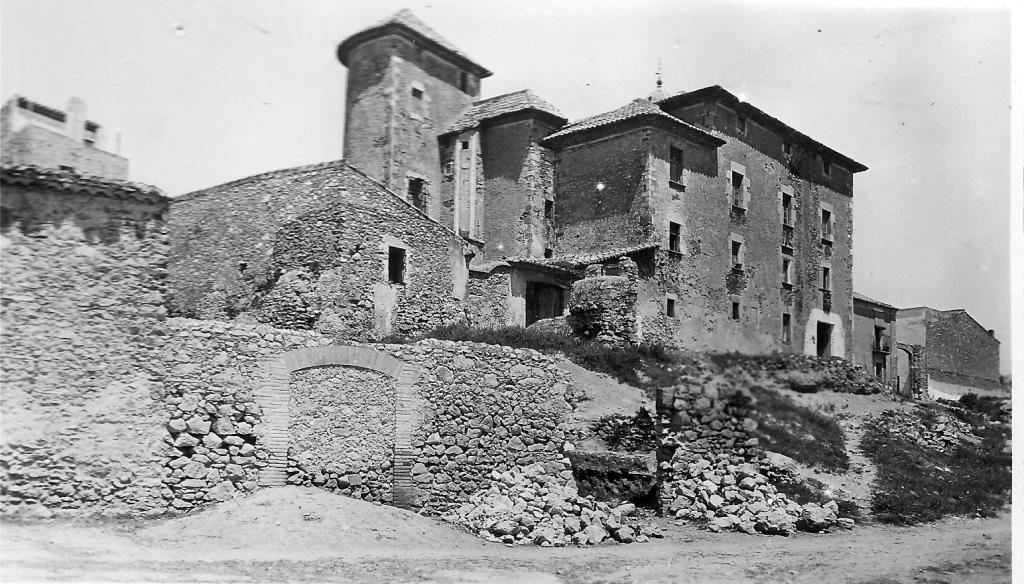
Castell de Cubelles. Fotografia del principi del de l'arxiu d'Antoni Pineda. Autor desconegut

Durant l'estudi preliminari a la restauració del 1994, s'han trobar les restes d'una vil·la romana al subsól, que corresponen a l'època baixa republicana, devers l'any 125 aC. Contenen entre d'altres un conjunt de cisternes associades amb diverses conduccions hidràuliques i paviments d'opus tesselatum. Artefactes del segle vi i vii indiquen que hi ha hagut una continuïtat de vida econòmica entra la vil·la romana i el castell feudal, i la vil·la va ser convertida en castrum.
Sembla que Gombau de Besora el va fer construir i en va ser el primer propietar. Abans de se'n anar cap a Ispania per combatre els moros, Gombau de Besora va repartir els seus béns, entre els quals hi havia el «castell de Cubelles», que va deixar a les seves filles Ermengarda i Ermessenda, tot i que el castell es trobava sota el domini superior del comte de Barcelona. El primer esment escrit data de l'any 1042.
Consta que Gombau de Besora ostentava l'any 1042 la fortalesa, sota el domini superior del comte de Barcelona. El 1056, el lloc estava infeudat a la comtessa Ermessenda, muller del vescomte Ramon Folc I de Cardona. Aquesta l'havia heretat del seu pare, l'esmentat Gombau de Besora. Després d'ella, la propietat va passar a la seva filla, nomenada igualment, Ermessenda, casada amb Deodat Amat de Claramunt. El castell va passar per tant, a formar part del feu dels vescomtes de Cardona. El 1072, al costat de la fortalesa s'havien aixecat unes primeres cases que haurien de constituir el germen de la població de Cubelles. El domini directe del castell es trobava a mans de la corona quan el 12 de novembre de l'any 1076 es va fer pública l'acta del judici sacramental referent al testament emès pel comte Ramon Berenguer I. Entre les possessions donades als seus fills Ramon Berenguer i Berenguer Ramon, s'hi trobava el castell de Cubelles. Anys més tard, el 1119, Ramon Berenguer III va fer ús de la seva autoritat per desposseir al vescomte de Cardona, Bernat Amat, dels castells de Tamarit i Cubelles, en considerar que n'havia abandonat la seva guarda i custòdia. En el seu lloc els va infeudar als seus fidels Fortuny i la seva muller, Beatriu, pares adoptius del deposat vescomte. Malgrat això, el castell va seguir dins l'òrbita de la família vescomtal de Cardona que, finalment, el 26 de gener de 1229, i després de nombroses disputes, va signar una concòrdia davant el rei Jaume I, per la qual feia cessió de l'esmentat castell de Cubelles, a més del de Tamarit, Montoliu, Codony, i la quadra de Vespella, a Guillem de Claramunt. Només un any més tard, aquest noble moriria, i les propietats recentment adquirides van ser repartides entre el seu fill Ponç de Cervera, i la seva germana Guillema. Va correspondre al fill hereu la possessió de Cubelles. Si bé un segle abans, encara la casa comtal havia deixat constància de la seva autoritat sobre la fortificació tot destituint el seu possessor, sembla que a partir d'aquell moment els seus titulars van actuar amb plena potestat sobre el lloc. D'aquesta manera, Ponç de Cervera, el 30 de desembre del 1250, va poder vendre la propietat al mateix sobirà, el que evidencia que, fins aquell moment, n'havia ostentat la titularitat absoluta, tot i que reconeixia que es trobava sota el feu reial.
Era el 12 de juny de 1288, quan el rei Alfons va vendre el castell a Gispert de Castellet, per la quantitat de 30.000 sous. La venda va originar un litigi atès que els habitants de Cubelles no van acceptar la seva alienació de la corona, però van haver de ser un cop més ells mateixos, que lliuressin al rei aquesta mateixa quantitat per tal que el monarca pogués tornar a adquirir la propietat de Bernat de Castellet, hereu de l'esmentat Gispert. El retorn a la corona es va produir d'aquesta manera el 13 d'agost de 1318, i pocs dies més tard, el rei Jaume el Just deixava la guarda de la fortalesa en mans de Pere i Jaume de Montoliu.
Tot i que els senyors del castell continuaven exercint la plena autoritat sobre el lloc, Cubelles consolidava progressivament els seus drets municipals amb el vistiplau reial. En aquest sentit, revesteix una especial importància el document estès pel rei Alfons el 18 de febrer de 1335. La carta es pot considerar com el fonament de la municipalitat del terme de Cubelles, ja que el rei, a petició dels habitants de la vila, va concedir la facultat que aquests poguessin escollir quatre regidors i deu consellers amb la missió de governar la vila. A partir de mitjan segle xv, es van produir canvis en la tinença del lloc, a conseqüència de la situació política del moment. Així l'any 1459, apareix esmentat, per primera vegada, el nom del ciutadà de Barcelona, Joan Boscà, en relació al castell.
El 30 d'octubre d'aquell any, el rei Joan el Sense Fe (1458-1474) mitjançant una reial ordre donada de l'Aljafería de Saragossa, va posar sota la seva especial protecció el castell de Cubelles, amb la seva barbacana que es trobava derruïda. La propietat va ser entregada al seu fidel Joan Boscà juntament amb tots els edificis, cases, feus, terres i possessions, deveses, colomars, molins i altres béns i objectes que pertanyien i que es trobaven en aquell castell o dins el seu terme. La família Boscà s'havia destacat pel suport donat al rei Joan II, motiu pel qual aquest li recompensava amb l'entrega del castell.
Si durant la guerra contra Joan II algunes velles fortaleses encara van ser utilitzades per algun dels dos bàndols en les seves empreses militars, a partir d'aquell moment, van perdre, definitivament, aquesta funció. El fet es va accelerar, encara més, després de la unió de la corona catalana a la castellana amb el casament de Ferran el Catòlic amb la reina de Castella, Isabel. A partir d'aquell moment el Castell de Cubelles, com va passar amb molts d'altres, apareix a la documentació com una propietat senyorial que, malgrat mantenir els seus drets territorials, va perdre els privilegis jurisdiccionals que no es podien mantenir al costat d'unes viles reials amb un règim municipal cada cop més ben configurat.
Durant el segle xiv va mantenir els seus drets la família Castellbisbal. Després d'algunes altres alienacions, finalment al segle xvii passa a pertànyer als Llupià, marquesos d'Alfarràs fins a 1976. El 1675 es va portar a terme una gran reforma dirigida per fra Josep de la Concepció (1626-1690). Va ser habitat fins al 1976.
El casal dels Marquesos d'Alfarràs data de l'any 1675 i es va construir segurament, sobre la base de l'antic castell de Cubelles. El va fer bastir el senyor del lloc Carles Llupià i de Vilanova, segons el projecte traçat per fra Josep de la Concepció el 1673. Va realitzar l'obra el mestre de cases Joan Baptista Homs. Posteriorment, va passar a ser propietat del marquès d'Alfarràs. El castell va romandre en mans dels Alfarràs amb caràcter agrícola. Els masovers ocupaven la planta baixa. Els propietaris no venien gaire sovint a la planta noble. Durant tres segles gairebé no hi han invertit en cap modernització el que fa que l'edifici ens va arribar, tot i malmès pel desgast del temps, com l'havia concebut Josep de la Concepció.

### Restauració
Vers la fi dels anys 1980 l'edifici es trobava molt malmès, principalment la part l'interior. El 1989 l'ajuntament va comprar el castell als hereus de la família Desvall, que n'ha començat la restauració. Acull l'oficina de turisme i l'exposició permanent del pallasso Josep Andreu i Lassere, conegut com a Charlie Rivel. Ara són accessibles la planta baixa i la planta noble restaurades i on hi ha tot un seguit de grafits dels segles xviii i xix.
El 2019 es va lliura l'estudi previ per a la restauració de l'antiga botiga del castell de Cubelles. Es tracta d’una construcció de la darreria del segle xviii amb ampliacions posteriors formada per dos habitatges de planta i pis en desús i en estat d’abandonament, que estan inclosos al Catàleg i Pla especial de protecció del patrimoni històric, arquitectònic i ambiental.
Des de 2018 es pot visitar tots els primers dissabtes i diumenges del més, així com visites concertades en altres dies. A les baixos del castell es va trobar una trepitjadora de raïm de principi del segle xx que va ser restaurda del 2020 i que ara fa part de l'exposició permanent.